# Ołeksandr Tkaczenko (ur. 1947)
Ołeksandr Mykołajowycz Tkaczenko, ukr. Олександр Миколайович Ткаченко, rus. Александр Николаевич Ткаченко, Aleksandr Nikołajewicz Tkaczenko (ur. 24 stycznia 1947 w Kupiańsku, w obwodzie charkowskim) – ukraiński piłkarz, grający na pozycji bramkarza, reprezentant ZSRR, trener piłkarski.

## Kariera piłkarska

### Kariera klubowa
Wychowanek klubu Łokomotyw Kupiańsk. W 1966 rozpoczął karierę piłkarską w Szachtarze Kadijewka, skąd w następnym roku przeszedł do Zorii Woroszyłowgrad. W latach 1979–1980 bronił barw Zenitu Leningrad, po czym powrócił do Zorii Woroszyłowgrad, w której w 1987 zakończył karierę zawodową.

### Kariera reprezentacyjna
29 czerwca 1972 debiutował w reprezentacji ZSRR w towarzyskim meczu z Urugwajem. Łącznie rozegrał 3 mecze. W 1971 również bronił barw olimpijskiej reprezentacji ZSRR.

## Kariera trenerska
Jeszcze będąc piłkarzem w 1981 pełnił również funkcje trenerskie w Zorii Woroszyłowgrad. Po zakończeniu kariery zawodniczej prowadził zespoły Wahonobudiwnyk Stachanow i Szachtar Ługańsk. W 2000 wyjechał do Rosji, gdzie pomagał trenować kluby Rostsielmasz-2 Rostów nad Donem, Rostsielmasz Rostów nad Donem, Torpedo-Metałłurg Moskwa, Zenit-2 Sankt Petersburg oraz FK Moskwa (rezerwy). W lipcu 2006 powrócił do Zorii Ługańsk, gdzie pomagał trenować bramkarzy.

## Sukcesy i odznaczenia

### Sukcesy klubowe
- mistrz ZSRR: 1972
- brązowy medalista Mistrzostw ZSRR: 1980
- finalista Pucharu ZSRR: 1974, 1975

### Sukcesy indywidualne
- członek Klubu Jewhena Rudakowa: 146 meczów na "0"

### Odznaczenia
- tytuł Mistrza Sportu ZSRR: 1969